# 1933 год в литературе

## События
- В Израиле учреждена Литературная премия имени Бялика.

## Премии

### Международные
- Нобелевская премия по литературе — Иван Алексеевич Бунин, «За строгое мастерство, с которым он развивает традиции русской классической прозы».

### Франция
- Гонкуровская премия — Андре Мальро, «Удел человеческий».
- Премия Ренодо — Charles Braibant, Le roi dort.
- Премия Фемина — Geneviève Fauconnier, Claude.

## Книги
- «Кто-то должен поберечься» — произведение Этель Лины Уайт.
- «Малолетный Витушишников» — произведение Юрия Тынянова.
- «Пустое поле» — произведение Марселя Эме.
- «Сказка о Военной тайне, о Мальчише-Кибальчише и его твёрдом слове» — сказка Аркадия Гайдара.
- «Возвращённая молодость» — повесть Михаила Зощенко.

### Романы
- «Гнездо простых людей» — роман ирландского писателя Шона О’Фаолейна.
- «Жизнь господина де Мольера» — роман Михаила Булгакова (впервые опубликован в 1962).
- «Метрополитен[эсп.]» — роман Владимира Варанкина.
- «Очарованная душа» — роман-эпопея Ромена Роллана.
- «Прыжок в ничто» — роман Александра Беляева.
- «Смерть лорда Эджвера» — роман Агаты Кристи.
- «Угрюм-река» — роман Вячеслава Шишкова (первое полное издание)
- «Семья Опперман» — роман Лиона Фейхтвангера.
- «Фонтамара[англ.]» — роман Иньяцио Силоне.
- «Сеньор Президент» — роман Мигеля Анхеля Астуриаса (издан в 1946).
- «Гордубал» — роман Карела Чапека.

### Малая проза
- «Алая цитадель» — рассказ Роберта Ирвина Говарда.
- «Башня Слона» — рассказ Роберта Ирвина Говарда.
- «Чёрный колосс» — рассказ Роберта Ирвина Говарда.
- «Тварь на пороге» — рассказ Говарда Лавркафта.
- «Чем люди мертвы» — сборник новелл Сигизмунда Кржижановского.

### Пьесы
- «Достигаев и другие» — пьеса Максима Горького.
- «Интермеццо» — пьеса Жана Жироду.
- «Профессор Мамлок» — пьеса Фридриха Вольфа.

### Поэзия
- «Земля и железо» (норв. Jord og jern) — дебютный сборник стихов Ролфа Якобсена.

## Родились
- 20 февраля — Заменга Батукезанга, конголезский писатель.
- 16 марта — Эсенгул Ибраев, Народный поэт Киргизии.
- 13 апреля — Василий Саввич Барановский, русский писатель.
- 14 апреля — Оскар Акоста, гондурасский писатель и поэт.
- 15 апреля — Борис Натанович Стругацкий — русский советский писатель-фантаст.
- 7 июня — Слободан Селенич, сербский югославский писатель, драматург, сценарист (умер в 1995).
- 15 октября — Дендевин Пюревдорж, монгольский писатель и поэт.
- 6 ноября — Анри Креа, алжирский поэт писатель.

## Умерли
- 12 марта — Шабьер Лисарди, баскский поэт и драматург (родился в 1896).
- 13 марта — Михаил Иванович Пачовский, украинский писатель (род. в 1861).
- 25 марта — Андрей Цанов, болгарский духовный писатель (род. в 1842).
- 29 апреля 
  - Юозас Тумас-Вайжгантас, литовский писатель, литературовед и общественный деятель (родился в 1869);
  - Кавафис Константинос, греческий поэт (род. в 1863).
- 13 мая — Пауль Эрнст, немецкий писатель, драматург , литературный критик и журналист  (род. в 1866).
- май — Рахмонберди Мадазимов, узбекский писатель, организатор театрального движения Кыргызстана, (родился в 1875).
- 21 августа — Алямдар Баембетов, татарский советский публицист, драматург, переводчик.
- 5 сентября — Садзанами Ивая, японский детский писатель (род. в 1870).